# Championnat de France N2F de kayak-polo
 (avril 2023).
Le championnat de France N2F de kayak-polo est une compétition de kayak-polo regroupant des équipes féminines françaises depuis [Quand ?], et correspondant à la deuxième division.

## Présentation
Le championnat se déroulent généralement de mars à juillet, où les équipes disputent en moyenne 4 matchs durant le week-end. Leur fonctionnement est comme celui des autres sports, il y a des matchs aller et retour, puis un classement en fin de saison.

## Localisation des équipes
| Carte de France · CD92 · Décines · La Ferté Bernard · Ligue Centre · Montigny · Pont-d'Ouilly · Saint Nazaire · Thury-Harcourt |

Localisation des équipes du championnat de France N2F de kayak-polo 2008-2009